# سیارک ۲۵۱۳
سیارک ۲۵۱۳ (به انگلیسی: 2513 Baetsle، نامگذاری:1950SH) دو هزار و پانصد و سیزدهمین سیارک کشف شده‌است که در ۱۹ سپتامبر ۱۹۵۰ کشف شد.
قدر مطلق سیارک برابر ۱۳٫۴۰ است.